# レバノンの地理
レバノンの地理（レバノンのちり、英語: Geography of Lebanon）では、レバノンの地理について記述する。
レバノンは、中東の国家でありながら、砂漠がなく、豊富な水が存在する。
地形的には、海岸地帯、レバノン山脈、ベッカ高原、アンティ・レバノン山脈の4つの地域に分けられる。海岸地帯は、幅の狭い地中海東海岸地帯で、夏は暑く、高気温、冬は温暖多雨。年間降水量は700-850ミリ。その85％は11-3月まで、中でも12-2月末に集中降雨。この地帯は肥沃でよく灌漑され、北・南は平地が広く農業が盛んである。北部のアッカール平野から突如としてそびえ立つレバノン山脈は、南部のリタニ川に至り、海岸地帯に並行して走っている。平均高度約2000メートル、最高峰は3088メートルのクルナ・アッサウダー山で、急峻な山岳地帯である。一年の半分近くは降雪・酷寒で、各地でスキー場が開かれる。夏でもなお涼しく国内や近隣諸国からの避暑客が多い。
地理的には、東のアジアと西のヨーロッパをつなぎ、また、南のアラビアとエジプトとつなぎ、まさに「十字路」である。
たいへん風光明媚であるため、古くから人々が居住していた。

## 2つの山脈とベッカー高原
2つの山脈（レバノン山脈とアンチレバノン山脈）が南北にあり、標高2,500m-3,000m級であることから、積雪を観測する。最高峰は北部のカーネット・アッサウダー山（Qurnet as Saudā'）の3,088mである。「レバノン」とは、アラビア語で「白くなる」という意味で、レバノンの山々に雪が積もっている光景を指したものだといわれる。
レバノン山脈にはかつてレバノン杉が鬱蒼と繁っていたが、フェニキア人の船造りのために乱伐が進み、現在は僅かに保護区に守られた範囲のみとなってしまった。レバノンの象徴でもあるレバノン杉は、国旗のデザインに描かれており、レバノンは国家を挙げて植林を進めている。
2つの山脈の間にはベッカー高原が広がり、野菜や果樹が生産されている。高原からはリタニ川が南西へと流れ、マルジャユーン（Marjayoun）附近から西へと向きを変え、ティルス（ティール：Tyr、スール：Sur）北側で地中海へと注ぐ。沿岸部は地中海性気候で温暖である。

## 観光
首都ベイルートは、「中東のパリ」と呼ばれた美しい街で、流行の街でもある。フランスの委任統治領であったことから、フランス文化の影響が根強く、人々は水着を着て海岸で遊泳したり、レバノン内戦時、ベイルート市街戦の最中であってもファッションショーを開催していたりと開放的である。
ベイルート近辺には世界第2位の鍾乳洞、ジェイタ洞窟（長さ6,910m、高さ50m-100m）があり、内戦時には閉鎖されていたが、現在は観光で見学ができるようになった。
ベッカー高原の中心都市バールベックには、数多くのローマ遺跡が保存されていて、世界遺産にも登録され、レバノンの代表的な観光地のひとつとなっている。